# Koedood (rivier)
De Koedood is een afgedamde rivier op het eiland IJsselmonde in de Nederlandse provincie Zuid-Holland. Oorspronkelijk stroomde de Koedood van de Oude Maas ter hoogte van de Carnisse Grienden naar de Nieuwe Maas ter hoogte van de tegenwoordige Heysehaven op Heijplaat en splitste daarmee het eiland IJsselmonde in twee delen. De Koedood is waarschijnlijk ontstaan bij de overstromingen in 1373 die ontstonden door grote rivierafvoeren. In 1580 werd besloten om de Koedood af te dammen. Ter hoogte van het huidige Heijplaat werd een sluis aangelegd zodat de Koedood kon worden gebruikt voor het afvoeren van het water uit de omliggende polders. Hier ontstond de buurtschap De Heij.
Door de aanleg van de Waalhaven veranderde de waterhuishouding in het gebied ingrijpend. De Koedood werd afgedamd en een nieuw gemaal sloeg het water van de Koedood vanaf 1934 via een persleiding uit op de Waalhaven. In de jaren vijftig werd de uitwatering verplaatst van de Waalhaven naar het gemaal Breeman bij de Koedoodhaven in Barendrecht dat loost op de Oude Maas.

## Etymologie
Een verklaring voor de opmerkelijke naam van deze rivier is niet bekend. Een mogelijke verklaring is Koe = koud en dood = 'stilstaand water'.

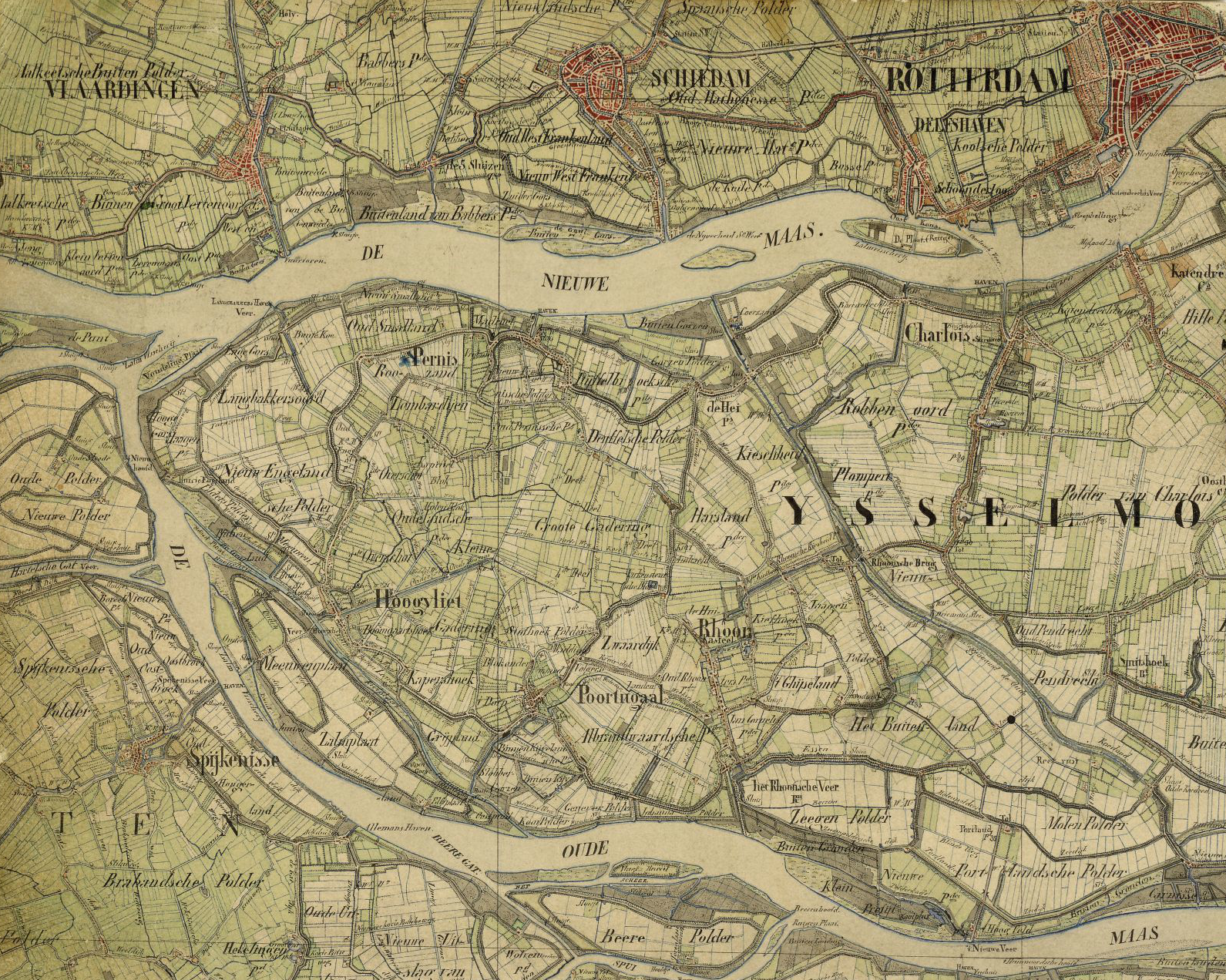
West-IJsselmonde in 1850. De Koedood loopt van rechtsonder aan de kaart naar de Nieuwe Maas tegenover Schiedam
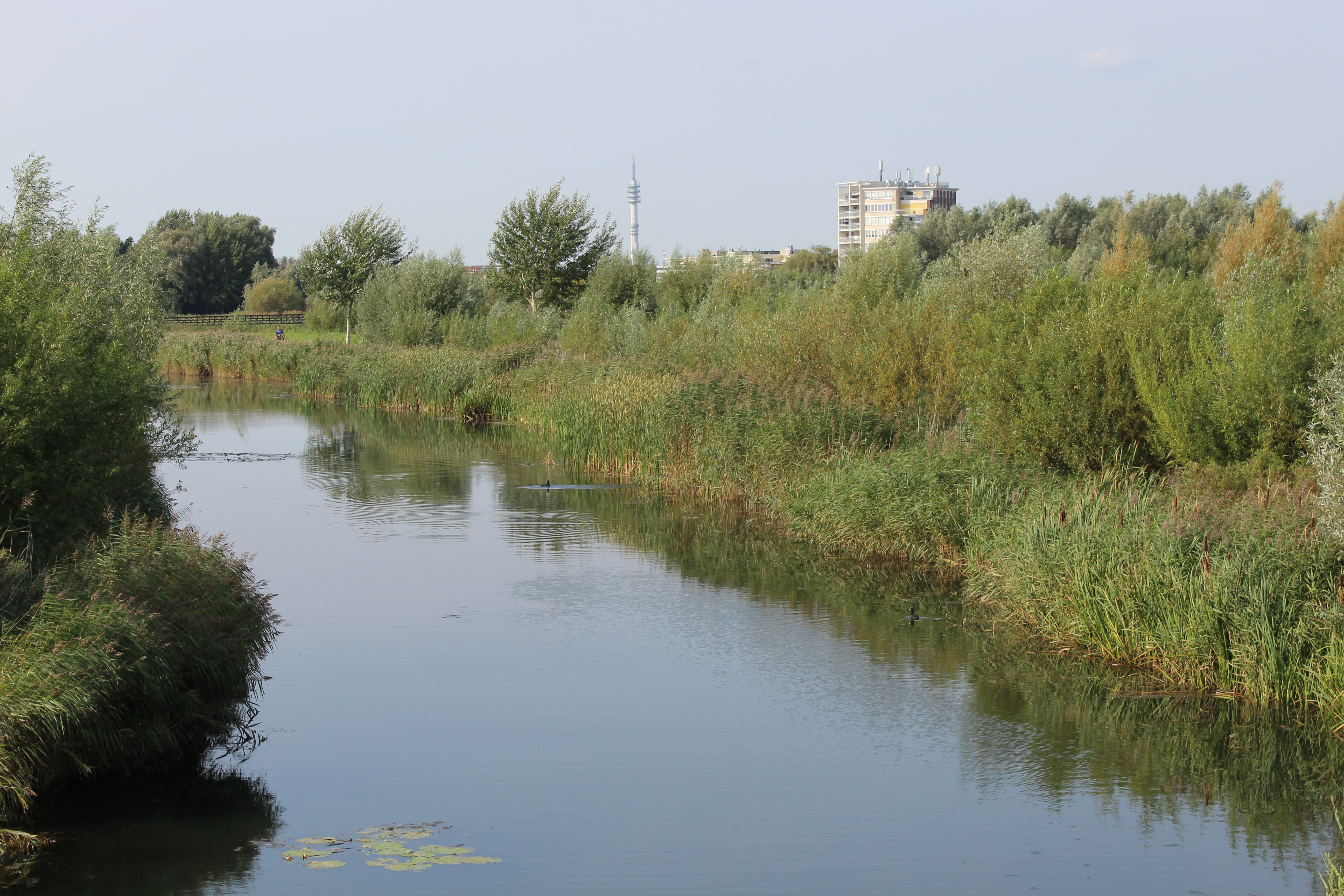
De Koedood bij Barendrecht in 2017
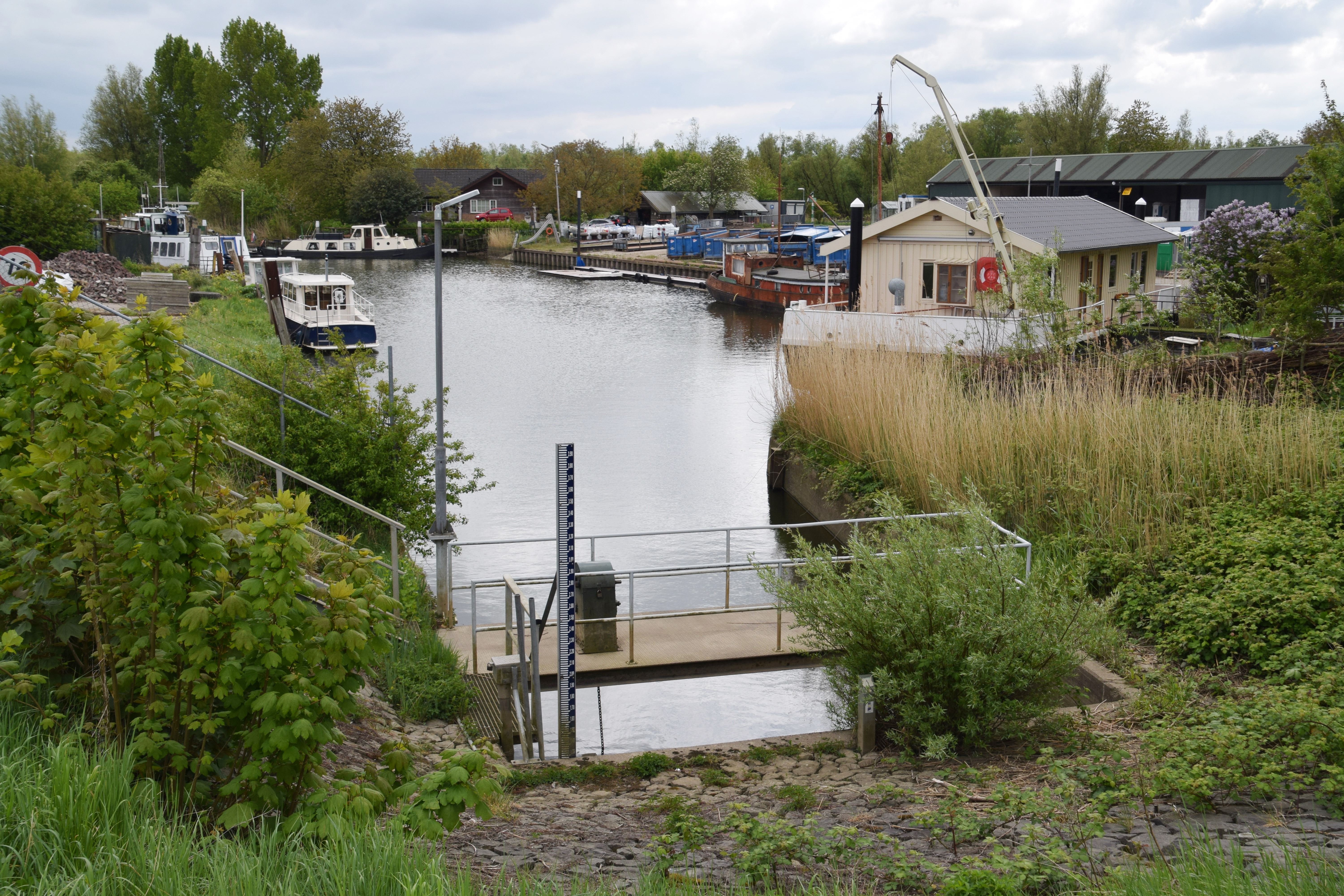
De Koedood vanaf de dijk (Oude Maas zijde)
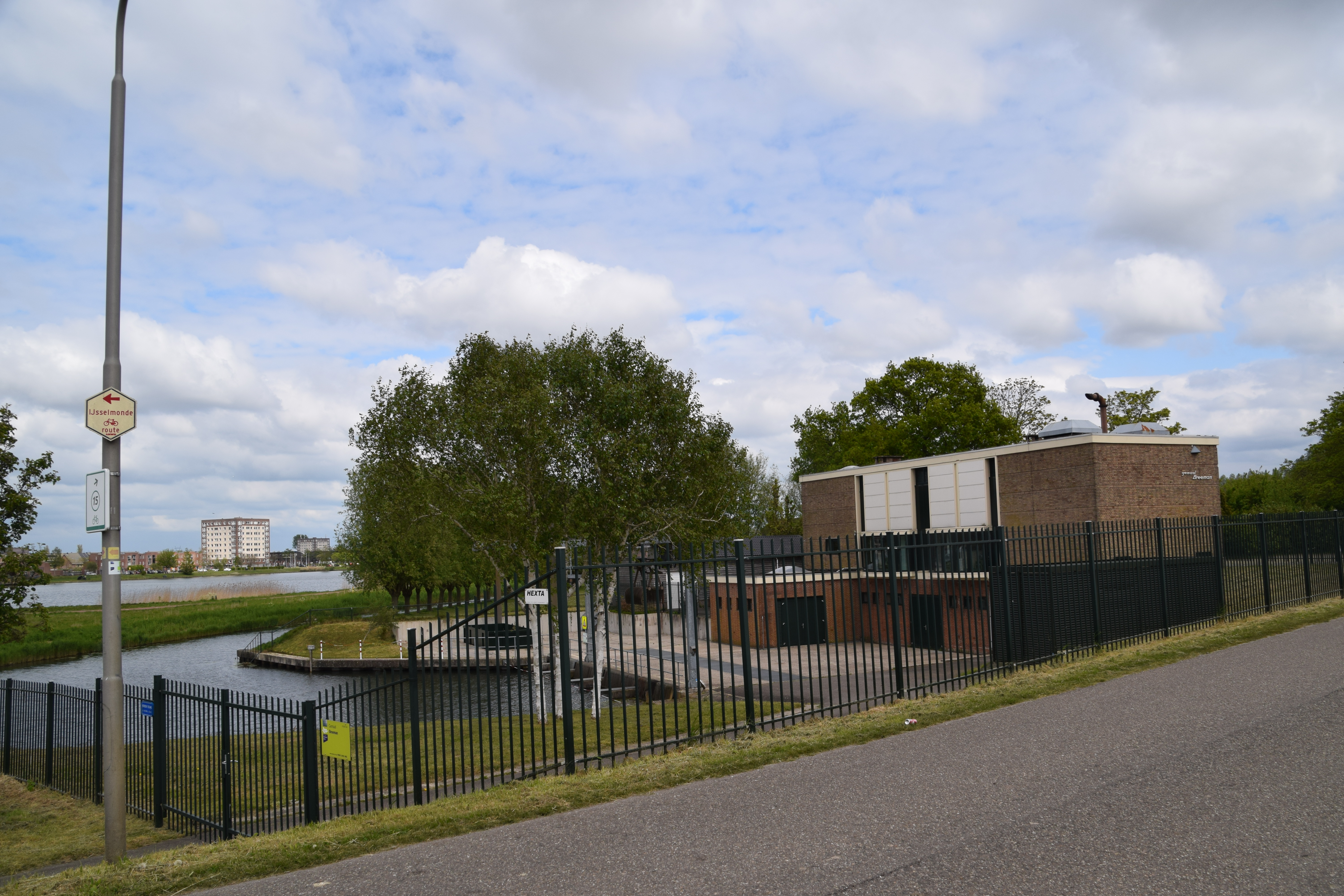
Gemaal Breeman